# Wola Wieruszycka
Wola Wieruszycka – wieś w Polsce położona w województwie małopolskim, w powiecie bocheńskim, w gminie Łapanów.
W latach 1975–1998 miejscowość administracyjnie należała do województwa tarnowskiego.
Od 2024 sołtysem wsi Wola Wieruszycka jest Krzysztof Chachlowski.

## Części wsi
| SIMC    | Nazwa         | Rodzaj    |
| ------- | ------------- | --------- |
| 0823865 | Góra          | część wsi |
| 0823871 | Na Dole       | część wsi |
| 0991686 | Pod Sikornicą | część wsi |
| 0823888 | W Brzezinie   | część wsi |
| 0823894 | Wesoła        | część wsi |

## Położenie
Wola Wieruszycka znajduje się na Pogórzu Wiśnickim. Zabudowania i pola tej miejscowości znajdują się na rozległej w tym miejscu dolinie Stradomki oraz na jej lewych zboczach. Przez miejscowość przechodzi droga łącząca Ubrzeż z Sobolowem.